# Covfefe
A covfefe Donald Trump amerikai elnök egyik Twitter-üzenetének elírt, értelmetlen szava, amely számos internetes mémet és egyéb viccet indukált.

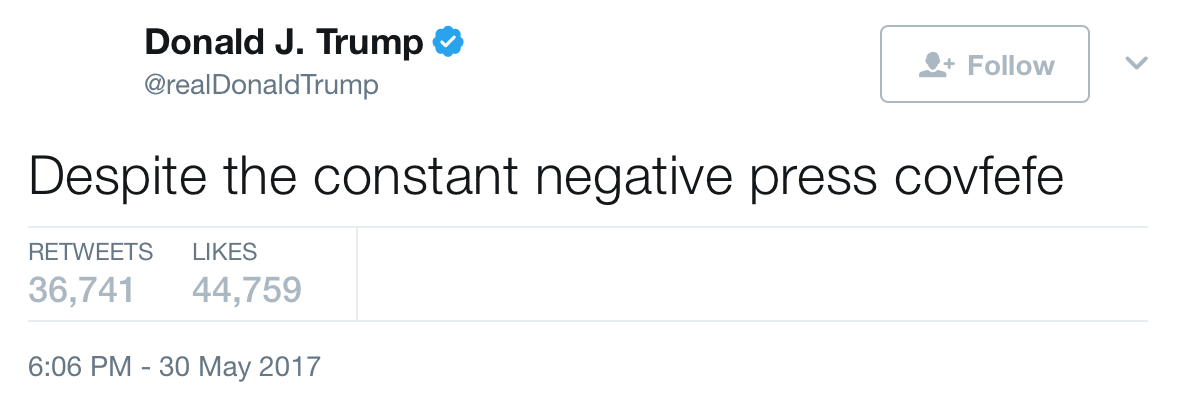
A Twitter-üzenet

2017. május 30-án a következő üzenet jelent meg az elnök Twitter-oldalán: Despite the constant negative press covfefe. A szöveg értelmes szavainak magyar jelentése: annak ellenére, hogy a sajtó állandóan negatív színben. A feltételezések szerint a covfefe szó a coverage, magyarul tudósítás szó lett volna, ha az elnök nem rontja el, majd posztolja ki. Az üzenetet Donald Trump csak öt órával később törölte, addig százezernél több megosztást és száznegyvenezer kedvelést szerzett.